# Wojskowy Sąd Okręgowy Nr X
Wojskowy Sąd Okręgowy Nr X – jednostka organizacyjna służby sprawiedliwości Wojska Polskiego II RP z siedzibą w Przemyślu.

## Historia
Po zakończeniu I wojny światowej i odzyskaniu przez Polskę niepodległości na początku listopada 1918 utworzono Sąd Polowy w Przemyślu, który później przekształcono w Sąd Polowy Okręgu Generalnego Lwów w Przemyślu. Wobec sporej ilości spraw na początku 1919 został zorganizowany Sąd Polowy w Jarosławiu, będący ekspozyturą przemyskiego Sądu Polowego, następnie przeniesiony do Stryja, później do Tarnopola. 
W lipcu 1919 roku został utworzony Sąd Wojskowy Okręgu Generalnego Lwów, a dotychczasowy Sąd Polowy w Przemyślu został przemianowany na Ekspozyturę Sądu Wojskowego Okręgu Generalnego Lwów w Przemyślu.
W wyniku wprowadzenia organizacji służby sprawiedliwości na czas pokoju w styczniu 1922 został utworzony Wojskowy Sąd Okręgowy Nr X w Przemyślu. Dotychczasowe wojskowe sądy załogowe w Kielcach, Przemyślu i Stryju zostały przekształcone w wojskowe sądy rejonowe. Sąd w Stryju został przemianowany na Wojskowy Sąd Rejonowy Jarosław i przeniesiony do Rzeszowa. W Rzeszowie funkcjonował do lutego 1926 z uwagi na brak odpowiedniej siedziby w Jarosławiu. 3 lutego 1926 roku minister spraw wojskowych zarządził przeniesienie wojskowego sądu rejonowego z Rzeszowa do Jarosławia.
Wojskowy sąd okręgowy obejmował swoim obszarem działania cały Okręg Korpusu Nr X. Sąd wykonywał czynności zasadniczo na swoim obszarze działania. Poza swoim obszarem działania sąd mógł wykonywać czynności tylko, gdy wymagało tego dobro wymiaru sprawiedliwości, ewentualnie gdy znacznie oszczędzono by koszty.

## Obsada
Szefowie sądu
- płk KS Edward Riedl (1923 – 1924 → szef WSO Nr IX)
- płk KS Józef Harasymowicz (1924[6] – 31 III 1928 → stan spoczynku[7])
- płk KS Ludwik Michał Turzański (24 IV 1928[8][9] – 18 II 1930 → sędzia NSW[10])
- ppłk KS Franciszek Wojciech Matuszek (4 VI 1930[11] – 31 VIII 1935 → stan spoczynku[12])
- ppłk aud. Józef Marian Tesznar (VIII 1935[13] – IX 1939[14])

Obsada personalna w 1939 roku
Obsada personalna i struktura organizacyjna w marcu 1939 roku:
- szef sądu – ppłk aud. Józef Marian Tesznar
- zastępca szefa – ppłk aud. Roman Burnatowicz
- sędzia orzekający – mjr aud. mgr Michał Marian Danysz
- sędzia orzekający – mjr aud. Kamil Zenon Ślizowski
- sędzia śledczy – mjr aud. mgr Stanisław Konior
- sędzia śledczy – kpt. aud. mgr Edward Antoni Hrach

## Wojskowa Prokuratura Okręgowa Nr 10
W lipcu 1919 roku została utworzona Prokuratura przy Ekspozyturze Sądu Wojskowego Okręgu Generalnego Lwowskiego w Przemyślu. W styczniu 1922 roku Prokuratura została przemianowana na Prokuraturę przy Wojskowym Sądzie Okręgowym Nr X w Przemyślu.
Wojskowi prokuratorzy okręgowi
- mjr / ppłk KS Aleksander Michał Szulisławski (p.o. od 12 II 1920[17][9])
- płk KS Franciszek Skorupski (V 1921[18][9] – 31 VIII 1923 → stan spoczynku[19])
- ppłk KS Tadeusz Michał Piątkiewicz (1 VIII 1923[20][21][22][6] – 4 II 1927 → stan spoczynku z dniem 30 IV 1927[23])
- ppłk KS dr Juliusz Kappel (od 24 IV 1928[24][9])
- mjr KS dr Jacenty Raczek (od 26 II 1931[25] – 9 IV 1934 → sędzia orzekający w WSO Nr IX[26])
- ppłk aud. Zdzisław Aleksander Małaczyński (9 IV 1934[26] – 31 VIII 1939[27])
- ppłk aud. Roman Burnatowicz (IX 1939[27])

Obsada personalna w marcu 1939 roku:
- prokurator – ppłk Zdzisław Aleksander Małaczyński
- wiceprokurator – mjr mgr Jan Róg
- podprokurator – kpt. mgr Stanisław Antoni Skotnicki
- asystent – por. mgr Edward Bolesławski
- asystent – por. mgr Władysław Jarosz
- asystent – por. mgr Michał Kłobukowski
- asystent – por. mgr Józef Macander
- asystent – por. mgr Stanisław Wiszniewski